# Kollektivtrafik i Stockholms län

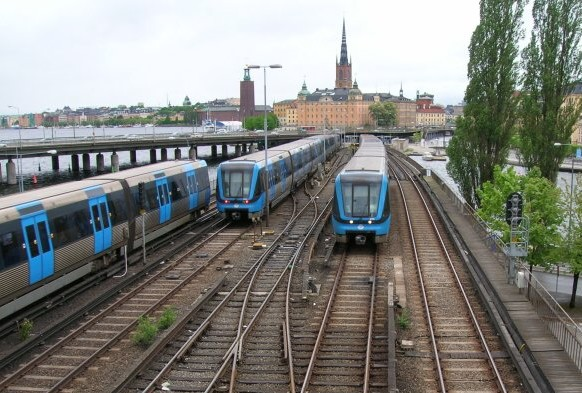
Stockholms tunnelbana 2005, banan korsar Söderström mellan stationerna Slussen och Gamla stan.

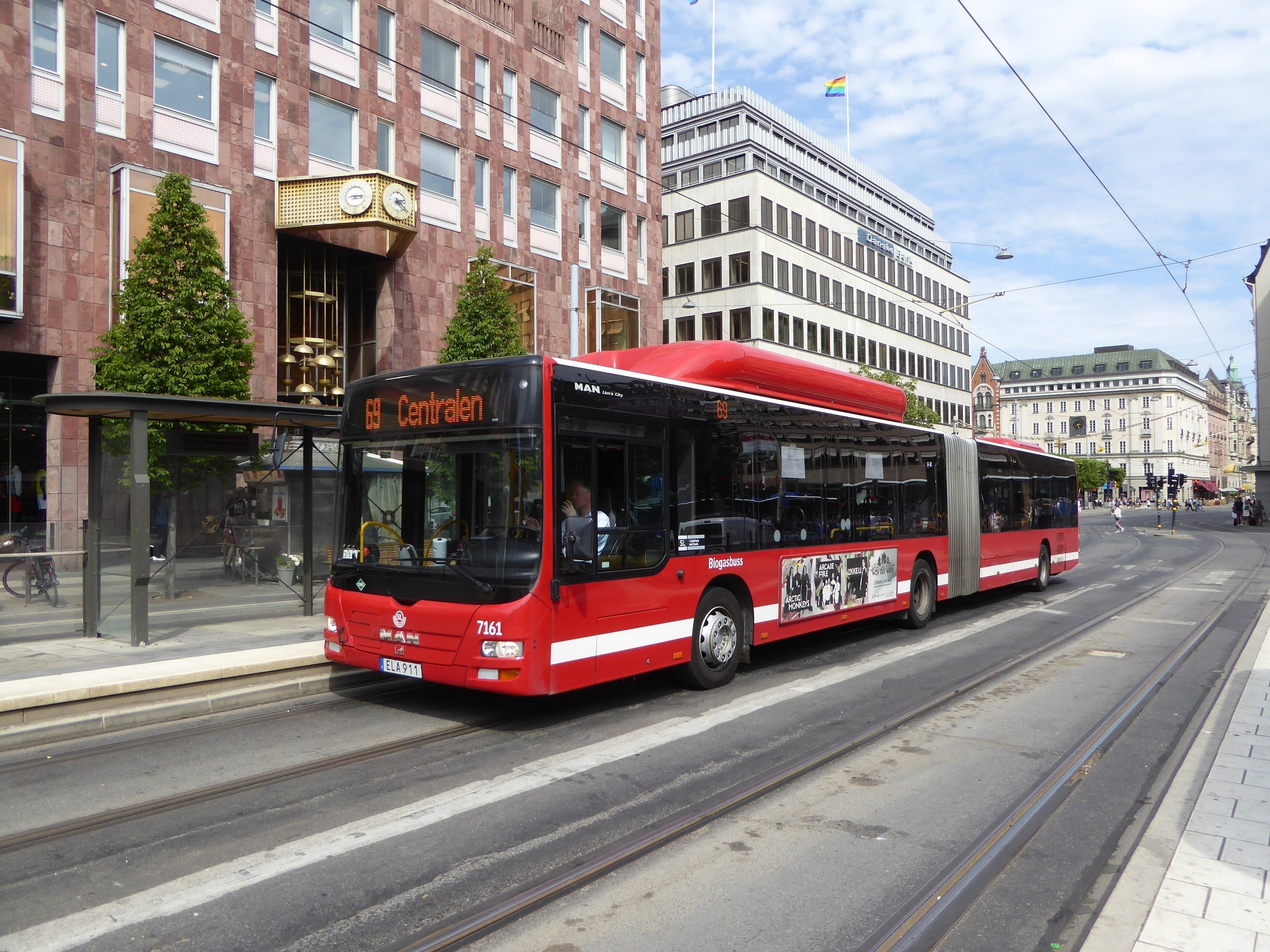
Busslinje 69 vid Kungsträdgården 2018.

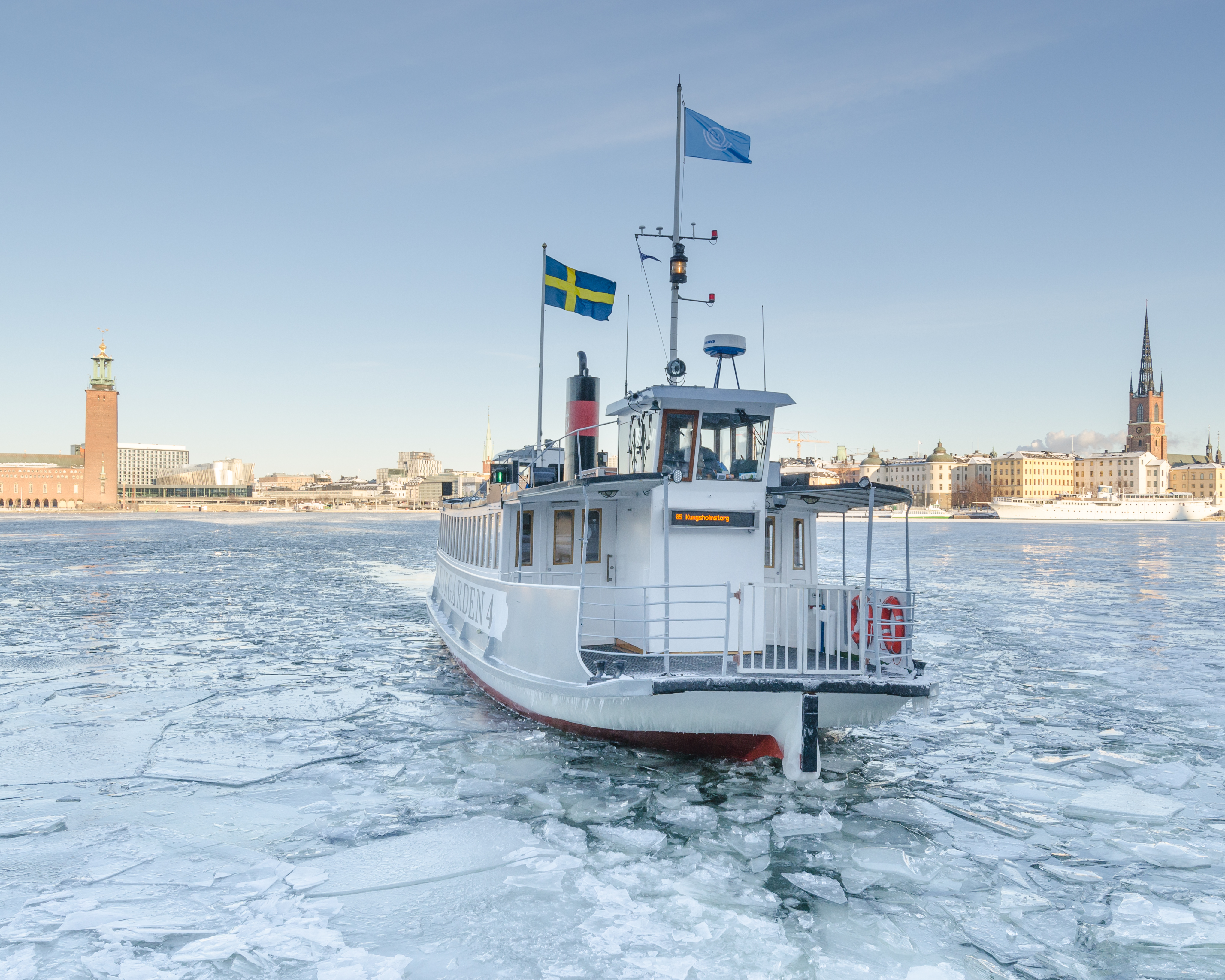
Djurgården 4 i trafik på pendelbåtslinje 85 som under en period från 2016 gick mellan Södermalm och Kungsholmen.

För kollektivtrafiken inom Stockholms län ansvarar Region Stockholm. Regionens trafiknämnd fattar beslut om den landbaserade trafiken, som marknadsförs under namnet SL, och den sjögående trafiken, som marknadsförs under namnet Waxholmsbolaget. Trafiken utförs av entreprenörer.
Den landbaserade kollektivtrafiken består dels av busstrafik, dels av spårtrafik i form av pendeltåg som framförs på Trafikverkets järnvägar, samt spårtrafik som framförs på regionägda banor: tunnelbana, Roslagsbanan, Saltsjöbanan, Tvärbanan, Nockebybanan, Spårväg City och Lidingöbanan.
Förutom regionens trafik finns fjärr- och regionaltåg, Arlanda Express och enstaka privata busslinjer. 

## Transportsystem
| Trafikslag                 |            | Spårinnehavare        | Trafik- huvudman                  | Operatör                          | Trafikstart    |
| -------------------------- | ---------- | --------------------- | --------------------------------- | --------------------------------- | -------------- |
| Fjärrtåg och regionaltåg   | Järnväg    | Trafikverket          | Flera olika                       | Flera olika                       | 1860           |
| Arlanda Express (Flygtåg)  | Järnväg    | A-Train, Trafikverket | A-Train                           | A-Train                           | 1999           |
| Pendeltåg                  | Järnväg    | Trafikverket          | SL                                | SJ Stockholmståg AB               | 1968           |
| Tunnelbana                 | Tunnelbana | SL                    | SL                                | MTR Tunnelbanan                   | 1950 1964 1975 |
| Lokaltåg (Roslagsbanan)    | Järnväg    | SL                    | SL                                | Transdev                          | 1885           |
| Lokaltåg (Saltsjöbanan)    | Järnväg    | SL                    | SL                                | AB Stockholms Spårvägar           | 1893           |
| Spårvagn (Lidingöbanan)    | Spårväg    | SL                    | SL                                | AB Stockholms Spårvägar           | 1914           |
| Spårvagn (Tvärbanan)       | Spårväg    | SL                    | SL                                | AB Stockholms Spårvägar           | 2000           |
| Spårvagn (Nockebybanan)    | Spårväg    | SL                    | SL                                | AB Stockholms Spårvägar           | 1914-1929      |
| Spårvagn (Spårväg City)    | Spårväg    | SL                    | SL                                | AB Stockholms Spårvägar           | 2010           |
| Spårvagn (Djurgårdslinjen) | Spårväg    | SL                    | AB Stockholms Spårvägar           | AB Stockholms Spårvägar           | 1877 1904 1991 |
| Buss (SL-Buss)             | Buss       | -                     | SL                                | Keolis VR Sverige Nobina Transdev | 1919           |
| Flygbuss                   | Buss       | -                     | Vy Flygbussarna                   | Vy Flygbussarna                   | 1960           |
| Färja (Skärgårdstrafiken)  | Båt        | -                     | Waxholmsbolaget                   | Flera                             | 1849           |
| Färja (Djurgårdsfärjan)    | Båt        | -                     | SL                                | Djurgårdens Färjetrafik           | 1786           |
| Färja (Sjöstadstrafiken)   | Båt        | -                     | Trafikkontoret, Stockholms kommun | Ressel Rederi                     | 2000           |
| Färja (Sjövägen)           | Båt        | -                     |                                   |                                   | 2010           |
| Färja (Ekerölinjen)        | Båt        | -                     |                                   |                                   | 2016           |

### Buss
Det finns ett tätt nät med busslinjer i Stockholms län. Det finns huvudsakligen fyra olika typer av busslinjer inom SL:
- Blåbusslinjer i innerstan (stombuss)
- Blåbusslinjer i förort
- Övriga reguljära busslinjer (röda)
- Servicebusslinjer

#### Blåbusslinjerna
| Linje | Sträckning                                 | Längd   | Hållplatser |
| ----- | ------------------------------------------ | ------- | ----------- |
| 1     | Stora Essingen – Frihamnen                 | 9,8 km  | 32          |
| 2     | Sofia – Norrtull                           | 8 km    | 24          |
| 3     | Södersjukhuset – Karolinska sjukhuset      | 9,5 km  | 28          |
| 4     | Gullmarsplan – Radiohuset                  | 12,5 km | 29          |
| 5     | Karolinska sjukhuset – Liljeholmen         | 6 km    | 14          |
| 6     | Karolinska Institutet – Ropsten            | 7 km    | 17          |
| 172   | Skarpnäck – Hallunda centrum               |         | 22          |
| 173   | Skarpnäck – Skärholmen                     |         | 22          |
| 176   | Mörby station - Stenhamra                  |         | 44          |
| 177   | Mörby station - Skärvik                    |         | 36          |
| 178   | Mörby station - Jakobsbergs station        |         | 19          |
| 179   | Sollentuna station - Vällingby             |         | 18          |
| 471   | Slussen – Västra Orminge                   |         | 20          |
| 474   | Slussen – Hemmesta                         |         | 23          |
| 670   | Stockholm (Tekniska högskolan) – Vaxholm   |         | 24          |
| 670X  | Stockholm (Tekniska högskolan) – Vaxholm   |         | 16          |
| 676   | Stockholm (Tekniska högskolan) – Norrtälje |         | 16          |
| 676X  | Stockholm (Tekniska högskolan) – Norrtälje |         | 7           |
| 677   | Norrtälje - Uppsala                        |         | 64          |

Blåbussar agerar som stomlinjer, i innerstadsvarianten går de igenom stora delar av Stockholms innerstad, och i förortsvarianten utgör de huvudsaklig kollektivtrafikanslutning till centrala Stockholm från de förorter de opererar i. De kallas för blåbussar för att bussarna som är i drift på dessa linjer är målade blå, till skillnad från den röda färgen på vanliga bussar. Servicebusslinjerna är anpassade för gamla människor och finns i flera bostadsområden. Längs vissa sträckor på dessa finns istället för vanliga hållplatser så kallade vinkområden, där man kan stanna bussen genom att vinka till dess förare.
De vanliga busslinjerna betjänar områden utan spårbunden trafik, både i och utanför Stockholms kommun. Det finns flera stora bussterminaler vid vissa tunnelbanestationer, till exempel Slussen, Gullmarsplan, Liljeholmen, Tekniska Högskolan, Danderyds sjukhus och Brommaplan. Även vid vissa pendeltågsstationer finns det stora bussterminaler, till exempel Älvsjö, Huddinge, Jakobsberg, Södertälje C, Märsta och Handen.

### Tunnelbana
Stockholms tunnelbana består av tre nät: Gröna linjen, röda linjen och blå linjen.
| Linje | Sträckning                          | Längd   | Stationer |
| ----- | ----------------------------------- | ------- | --------- |
| 10    | Kungsträdgården – Hjulsta           | 15,1 km | 14        |
| 11    | Kungsträdgården – Akalla            | 15,6 km | 12        |
| 13    | Norsborg – Ropsten                  | 26,6 km | 25        |
| 14    | Fruängen – Mörby centrum            | 19,5 km | 19        |
| 17    | (Åkeshov –) Odenplan – Skarpnäck    | 19,6 km | 24        |
| 18    | (Vällingby –) Alvik – Farsta strand | 18,4 km | 23        |
| 19    | Hässelby strand – Hagsätra          | 28,6 km | 35        |

Sträcka inom parentes trafikeras ej på helger.

### Pendeltåg
Stockholms pendeltåg består av fyra linjer med i allmänhet 15-minuterstrafik på sträckorna Kungsängen – Västerhaninge, samt Märsta – Södertälje centrum. I rusningstrafik på morgnar och eftermiddagar går det på vissa sträckor upp emot åtta tåg per timme och riktning. Ungefär 50 % av Sveriges samtliga tågresor görs med SL:s pendeltåg.
| Linje                   | Sträcka                                         | Restid                  | Längd  | Stationer | Stannar ej vid                   |
| ----------------------- | ----------------------------------------------- | ----------------------- | ------ | --------- | -------------------------------- |
| 40                      | Uppsala C – Stockholm City – Södertälje centrum | 1:41                    | 103 km | 25        |                                  |
| 41                      | Märsta – Stockholm City – Södertälje centrum    | 1:24                    | 74 km  | 24        |                                  |
| 43                      | Bålsta – Stockholm City – Nynäshamn             | 1:45                    | 105 km | 29        |                                  |
| 43X                     | Kallhälls station – Stockholm City – Nynäshamn  | 1:25                    | 84 km  | 21        | Trångsund, Skogås, Vega, Jordbro |
| 48                      | Södertälje centrum – Gnesta                     | 0:24                    | 30 km  | 6         |                                  |
| Hela pendeltågssystemet | Hela pendeltågssystemet                         | Hela pendeltågssystemet | 241 km | 54        |                                  |

Stationerna Gnesta, Bålsta, Knivsta och Uppsala ligger inte i Stockholms län, men trafikeras av SL:s pendeltåg. Gnesta och Bålsta ingår dock i SL enhetstaxa, medan sträckan Arlanda-Uppsala ingår i UL:s taxa.

### Lokaltåg
Stockholm har fem lokaltågslinjer som går på Roslagsbanan och Saltsjöbanan.
| Linje | Bana         | Sträckning                   | Längd   | Stationer |
| ----- | ------------ | ---------------------------- | ------- | --------- |
| 25    | Saltsjöbanan | Slussen – Saltsjöbaden       | 16 km   | 14        |
| 26    | Saltsjöbanan | Igelboda – Solsidan          | 3 km    | 5         |
| 27    | Roslagsbanan | Stockholms östra – Kårsta    | 42 km   | 18        |
| 28    | Roslagsbanan | Stockholms östra – Österskär | 29,5 km | 18        |
| 29    | Roslagsbanan | Stockholms östra – Näsbypark | 11,8 km | 12        |

### Spårvagn

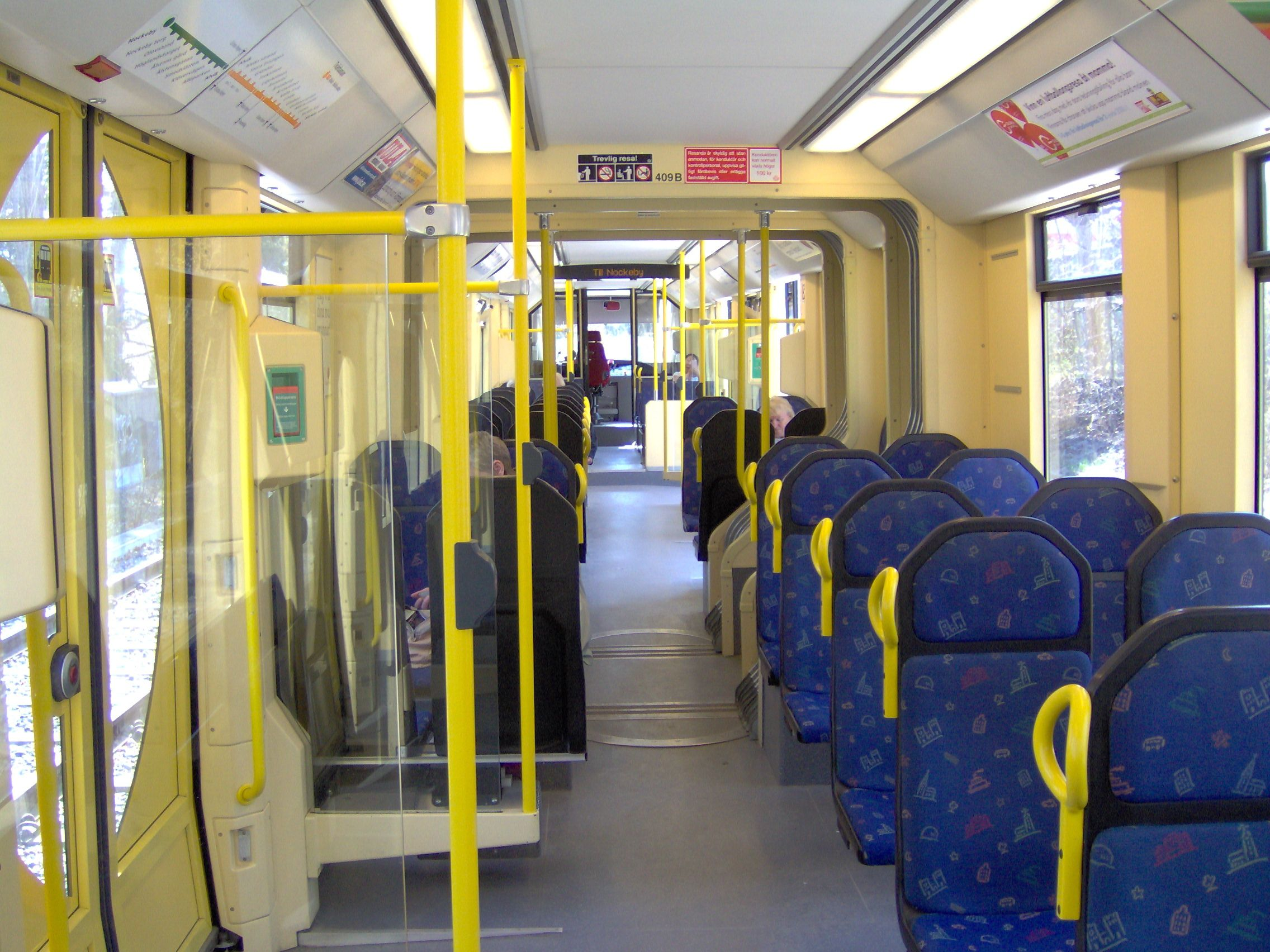
Interiör på A32 spårvagn som trafikerar Nockebybanan och Tvärbanan

Stockholm har fem spårvägslinjer, Nockebybanan, Lidingöbanan, Tvärbanan, Spårväg City samt museispårvägen Djurgårdslinjen.
| Linje | Bana            | Sträckning                               | Längd   | Hållplatser                   | Öppnad |
| ----- | --------------- | ---------------------------------------- | ------- | ----------------------------- | ------ |
| 7     | Spårväg City    | T-Centralen – Waldemarsudde              | 3,8 km  | 11                            | 2010   |
| 7N    | Djurgårdslinjen | Norrmalmstorg – Skansen                  | 2,9 km  | 7                             | 1991   |
| 12    | Nockebybanan    | Nockeby – Alvik                          | 5,7 km  | 10                            | 1914   |
| 21    | Lidingöbanan    | Ropsten – Gåshaga brygga                 | 9,2 km  | 13                            | 1914   |
| 30    | Tvärbanan       | Sickla – Alvik - Solna Station           | 18,9 km | 26                            | 2000   |
| 31    | Tvärbanan       | Alviks strand – Alvik - Bromma flygplats |         | 6 (4 gemensamma med linje 30) | 2021   |

Djurgårdslinjen är en turist-/museispårväg som är i bruk huvudsakligen under sommarhalvåret. Banan sköts av Spårväg City på uppdrag av SL, medan trafiken sköts av Svenska Spårvägssällskapets Stockholmsavdelning.

### Regionaltåg
Regionaltåg mot andra län ingår inte i SL:s nät utan dessa körs av SJ och Mälardalstrafik. Det finns linjer bland annat mot Uppsala, Gävle, Västerås, Eskilstuna och Linköping. Dessa regionaltåg stannar på flera platser i Stockholms län, varav en, Nykvarn, saknar lokal tågförbindelse, och kan användas även inom länet med mycket kortare restid än SL, även om framför allt periodkort är mycket dyrare än SL.
Det finns ett biljettsamarbete kallat Movingo, vilket innebär periodkort som gäller på en viss tågsträcka plus lokaltrafik i de län biljettens ändpunkter ligger i.

### Båt

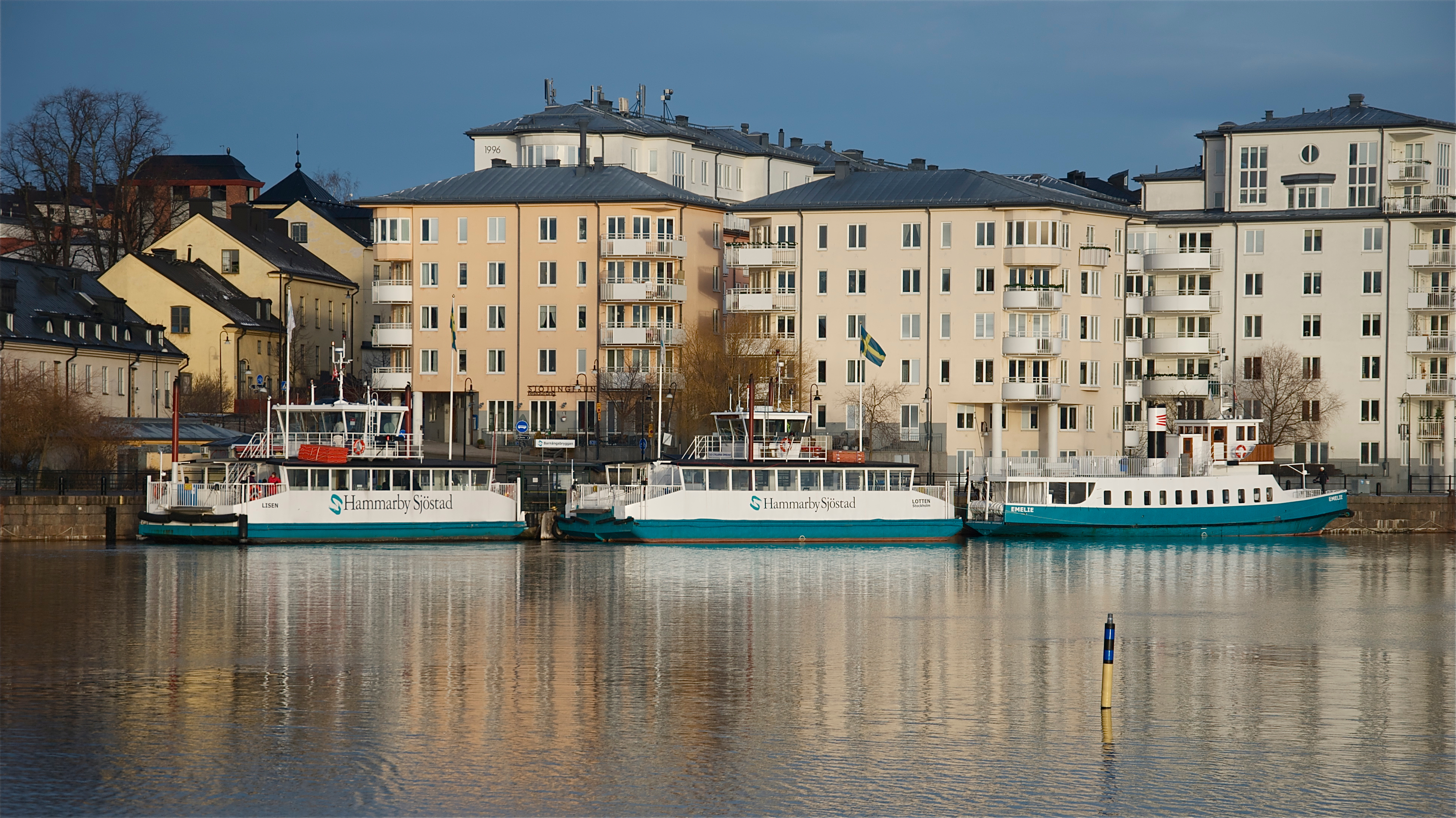
De tre Hammarbyfärjorna.

Waxholmsbolaget har ett stort antal linjer i Stockholms skärgård, flera av dessa trafikeras året runt. På Djurgårdsfärjan mellan Slussen och Djurgården gäller SL:s normala taxa, det vill säga periodkort och enkelbiljetter. Passagerarbåten Sjövägen går Frihamnen-Lidingö(Larsberg)-Nacka strand-Finnboda-Djurgården-Nybroplan och omfattas även den av SL:s biljettaxa. Mellan Södermalm och Hammarby Sjöstad finns den kostnadsfria Hammarbyfärjan.
Linje 89 trafikeras mellan Tappström i Ekerö kommun och Klara Mälarstrand i Stockholm.

### Trafik till och från flygplatser

#### Arlanda Express
Arlanda Express kör snabbtåg mellan Stockholm och Stockholm-Arlanda flygplats via Arlandabanan. Resan tar 20 minuter. SL-biljetter gäller inte.

#### Flygbussarna
Vy Flygbussarna bedriver busstrafik till och från tre av flygplatserna associerade med Stockholm; Stockholm-Arlanda flygplats, Stockholm-Västerås flygplats och Stockholm-Skavsta flygplats. SL-biljetter gäller inte.

#### Pendeltåg
Det går SL pendeltåg utan byte mellan Älvsjö och Uppsala via Arlanda med stopp på alla pendeltågsstationer längs sträckan. För att stiga av eller på vid Arlanda tillkommer en särskild avgift.

#### Lokalbuss
Det finns SL-buss, linje 583, mellan Arlanda och Märsta med relativt hög turtäthet. De stannar vid Märsta järnvägsstation och vid Arlandas terminaler.

#### Spårvagn
Tvärbanans linje 31 går mellan Alviks strand och Bromma flygplats.

## Biljettsystem

### SL:s biljettsystem
SL har två huvudsakliga former av biljetter, dessa används i all SL:s kollektivtrafik i Stockholms län.
- Periodbiljett giltig i 24 timmar, 72 timmar, 7 dagar, 30 dagar, 90 dagar eller 365 dagar. Periodbiljetten gäller i all SL-trafik. Biljetten kan lagras på ett "grönt kort" eller i en app.
- Enkelbiljett, giltig under 75 minuter från början av resan. Biljetten är giltig för byten, förutsatt att en delsträcka påbörjas innan biljetten tagit slut. Enkelbiljetterna finns i fyra varianter:
  - Engångskort, köps hos SL-ombud. Engångskort som är giltiga i upp till ett år, dock endast 75 minuter från dess att kortet valideras första gången. Korten ska slängas efter att de har använts.
  - Mobilbiljett, måste köpas innan man börjar resa. Går att köpa i appen "SL-Reseplanerare och biljetter”.[11]
  - Betalkort, på alla biljettavläsare kan man blippa sitt betalkort. Då aktiveras en enkelbiljett kopplad till betalkortet. En gång per dygn dras summan för inköpta biljetter från betalkortet. För att resa med rabatterad biljett på ett betalkort, måste man registrera sitt kort på SL.se.
  - Grönt kort, kortet introducerades i september 2021 och biljettköp kan göras via appen "SL-Reseplanerare och biljetter" eller hos ombud och spärrkiosker. Kortet valideras i samma biljettläsare som betalkorten.

För resor över Stockholms länsgräns med pendeltåg till Bålsta eller Gnesta krävdes tidigare en extrabiljett. Dessa är numera borttagna och en periodbiljett eller enkelbiljett är alltid giltiga för resor till och från Bålsta samt Gnesta med pendeltåget. För resor inom dessa orter behövs dock en lokal biljett från respektive trafikbolag (UL eller Sörmlandstrafiken). 
SL-kort var tidigare en generisk benämning på olika typer av mängdköpsbiljetter, t.ex. månadskort. Beroende på sammanhang kunde alltså kort avse antingen det fysiska färdbeviset eller det logiska färdbeviset. Numera använder SL alltid ordet biljett för det logiska färdbeviset och ordet kort används bara om  "grönt SL-kort".
Biljettkontroller i SL-trafiken utförs regelbundet på entreprenad av ISS Facility Services.  Tilläggsavgiften idag (2025) för en ogiltig biljett är 1 850 kronor.

### Waxholmsbolagets biljettsystem
Waxholmsbolaget har två normaltyper av biljetter:
- Enkelbiljett, priset beror på resans längd. Den köps ombord och kan betalas med Visa/MasterCard.
- Periodbiljett, priset beror på sträckans längd. Biljetten laddas på ett grönt SL-kort.

### Djurgårdslinjen
Djurgårdslinjen är en turist/museispårväg som är i bruk huvudsakligen under sommarhalvåret. Den sköts av Svenska Spårvägssällskapets Stockholmsavdelning, men fyller delvis en reguljär trafikuppgift, och sedan sista april 2011 gäller enbart SL:s biljetter på spårvagnen samt medlemskort i Svenska Spårvägssällskapet.

## Trafikutövare
De trafikutövare som SL för närvarande (2025) använder sig av är i huvudsak (uppdelat i avtalsområden):
Keolis Sverige (busstrafik) 

- Lidingö
- Sollentuna
- Solna
- Stockholm, innerstaden
- Stockholm, västerort
- Sundbyberg

Nobina (busstrafik) 

- Botkyrka
- Huddinge
- Haninge
- Järfälla
- Nacka
- Nykvarn
- Nynäshamn
- Salem
- Stockholm, söderort
- Södertälje
- Upplands-Bro
- Värmdö

SJ Stockholmståg
- Pendeltågstrafik

MTR Tunnelbanan
- Tunnelbanan

Stockholms Spårvägar (spårtrafik)
- Spårväg city
- Lidingöbanan
- Nockebybanan
- Saltsjöbanan
- Tvärbanan

Transdev (busstrafik) 

- Danderyd
- Norrtälje
- Sollentuna (med Keolis)
- Sigtuna
- Täby
- Upplands Väsby
- Vallentuna
- Vaxholm
- Österåker

Transdev (spårtrafik) 
- Roslagsbanan

VR Sverige (busstrafik) 

- Ekerö
- Tyresö

## Fjärrtrafik
Artikeln behandlar i första hand kollektivtrafik inom Stockholms län, men även fjärrtrafiken kan nämnas.
Följande stationer och terminaler finns för fjärrtrafik till och från Stockholms län:
- Flyg:
  - Stockholm-Arlanda flygplats är Sveriges största flygplats, både inrikes, inom Europa, och vissa interkontinentala förbindelser.
  - Stockholm-Bromma flygplats har sedan 2025 mycket begränsad trafik.
- Tåg:
  - Stockholms centralstation är Sveriges största station, och tåg går till alla delar av landet.
  - Vid Flemingsbergs station och Södertälje Syd stannar vissa fjärrtåg söderut och söderifrån.
  - Vid Sundbyberg stannar vissa fjärrtåg på Mälarbanan.
  - Vid Märsta och Arlanda stannar vissa fjärrtåg på Ostkustbanan.
  - Vid Nykvarn stannar i stort sett samtliga tåg längs Svealandsbanan mot Eskilstuna.
- Buss:
  - Cityterminalen ligger nära centralstationen och har långväga bussförbindelser.
  - Även Liljeholmen har långväga bussförbindelser till de södra delarna av Sverige.
- Båt:
  - Från Värtahamnen, den närliggande Frihamnen, nordöst om stadskärnan, samt från Stadsgården på Södermalm går bilfärjor till Åbo, Helsingfors och Tallinn.
  - Från Nynäshamn går bilfärjor till Gotland och Lettland.
  - Från Kapellskär utanför Norrtälje går bilfärjor till Nådendal i Finland och Paldiski i Estland.

## Planerad utbyggnad
Stockholmsregionens tillväxt, trycket på befintliga linjer och miljö- och klimatmål har skapat ett behov av nya spår- och busslinjer. Några spårlinjer som håller på att byggas eller planeras är:
- Utbyggnad för pendeltågstrafiken
  - Mälarbanan, utbyggnad från dubbelspår till fyrspår mellan Kallhäll och Tomteboda.
- Förlängning av Tvärbanan:
  - Planerad förlängning från Norra Ulvsunda till Kista och Helenelunds station. Byggstart skedde i februari 2018.[14]
- Spårväg syd på sträckan Älvsjö–Fruängen–Kungens kurva–Flemingsberg. För närvarande (2025) pågår planering.[15]
- Utbyggnad av tunnelbanan:
  - Ny linje från Odenplan till Arenastaden. Byggstart 2019, klart 2028.[16]
  - Utbyggnad av blå linjen från Kungsträdgården till Nacka. Omfattar även nedläggning av stationerna Globen samt Enskede gård, och Hagsätralinjen knyts till blå linjen istället för gröna linjen. Ny station, Sofia, mellan Kungsträdgården och Gullmarsplan. Sofia blir även bytespunkt för resande ut mot Nacka centrum, linjens slutstation. Byggstart 2019, klart 2030.[17]
  - Utbyggnad av blå linjen från Akalla till Barkarby. Byggstart 2018, klart 2027.[18]

Föreslagna utbyggnader:
- Roslagsbanan
  - till Rimbo[19]
  - till Arlanda[20]
- Utbyggnad av Spårväg City:
  - Planerad utbyggnad Djurgårdsbron till Ropsten.[21]

Se även: Infrastrukturprojekt i Stockholms län 2018–2029